# Natação no Campeonato Mundial de Esportes Aquáticos de 2015 - 400 m livre feminino
A prova dos 400 metros livre feminino da natação no Campeonato Mundial de Esportes Aquáticos de 2015 ocorreu no dia 2 de agosto em Cazã na Rússia.

## Recordes
Antes desta competição, os recordes mundiais e do campeonato nesta prova eram os seguintes:
| Tipo                  | Atleta              | Tempo   | Local      | Data                 |
| --------------------- | ------------------- | ------- | ---------- | -------------------- |
|                       | Katie Ledecky       | 3:58.37 | Gold Coast | 23 de agosto de 2014 |
| Recorde do campeonato | Federica Pellegrini | 3:59.15 | Roma       | 26 de julho de 2009  |

Os seguintes novos recordes foram estabelecidos durante esta competição. 
| Data        | Prova | Nadadora      | Nacionalidade  | Tempo   | Recordes              |
| ----------- | ----- | ------------- | -------------- | ------- | --------------------- |
| 2 de agosto | Final | Katie Ledecky | Estados Unidos | 3.59.13 | Recorde do campeonato |

## Medalhistas
| Ouro                | Prata                       | Bronze                |
| Katie Ledecky (USA) | Sharon van Rouwendaal (NED) | Jessica Ashwood (AUS) |

## Resultados

### Eliminatórias
Esses foram os resultados das eliminatórias.
| Pos. | Bateria | Raia | Nadadora              | Nacionalidade  | Tempo   | Notas            |
| ---- | ------- | ---- | --------------------- | -------------- | ------- | ---------------- |
| 1    | 5       | 4    | Katie Ledecky         | Estados Unidos | 4:01.73 | Q                |
| 2    | 5       | 6    | Jessica Ashwood       | Austrália      | 4:04.47 | Q                |
| 3    | 5       | 5    | Sharon van Rouwendaal | Países Baixos  | 4:05.02 | Q                |
| 4    | 4       | 5    | Lauren Boyle          | Nova Zelândia  | 4:05.53 | Q                |
| 5    | 5       | 7    | Boglárka Kapás        | Hungria        | 4:06.21 | Q                |
| 6    | 4       | 4    | Jazmin Carlin         | Reino Unido    | 4:07.15 | Q                |
| 6    | 4       | 6    | Diletta Carli         | Itália         | 4:07.15 | Q                |
| 8    | 5       | 1    | Melania Costa         | Espanha        | 4:07.58 | Q                |
| 9    | 5       | 3    | Cierra Runge          | Estados Unidos | 4:07.97 |                  |
| 10   | 4       | 9    | Anja Klinar           | Eslovênia      | 4:08.57 |                  |
| 11   | 5       | 8    | Shao Yiwen            | China          | 4:08.93 |                  |
| 12   | 4       | 1    | Sarah Köhler          | Alemanha       | 4:09.21 |                  |
| 13   | 5       | 2    | Cao Yue               | China          | 4:09.60 |                  |
| 14   | 4       | 3    | Coralie Balmy         | França         | 4:09.68 |                  |
| 15   | 4       | 8    | Andreina Pinto        | Venezuela      | 4:09.75 |                  |
| 16   | 3       | 5    | Manuella Lyrio        | Brasil         | 4:10.57 | Recorde nacional |
| 17   | 4       | 2    | Alice Mizzau          | Itália         | 4:10.92 |                  |
| 18   | 3       | 4    | Arina Openysheva      | Rússia         | 4:11.71 |                  |
| 19   | 5       | 9    | Johanna Friedrich     | Alemanha       | 4:12.09 |                  |
| 20   | 4       | 0    | Chihiro Igarashi      | Japão          | 4:13.43 |                  |
| 21   | 4       | 7    | Leah Neale            | Austrália      | 4:13.98 |                  |
| 22   | 5       | 0    | Emily Overholt        | Canadá         | 4:14.45 |                  |
| 23   | 3       | 7    | Julia Hassler         | Liechtenstein  | 4:14.51 |                  |
| 24   | 2       | 1    | Maria Alvárez         | Colômbia       | 4:14.60 |                  |
| 25   | 3       | 8    | Monique Olivier       | Luxemburgo     | 4:15.24 |                  |
| 26   | 3       | 2    | Jo Hyun-ju            | Coreia do Sul  | 4:15.39 |                  |
| 27   | 2       | 6    | Martina van Berkel    | Suíça          | 4:15.83 |                  |
| 28   | 3       | 3    | Emma Robinson         | Nova Zelândia  | 4:16.43 |                  |
| 29   | 3       | 1    | Claudia Hufnagl       | Áustria        | 4:17.14 |                  |
| 30   | 2       | 7    | Martina Elhenická     | Chéquia        | 4:18.57 |                  |

| Ver o restante da classificação | Ver o restante da classificação | Ver o restante da classificação | Ver o restante da classificação | Ver o restante da classificação | Ver o restante da classificação | Ver o restante da classificação |
| Pos.                            | Bateria                         | Raia                            | Nadadora                        | Nacionalidade                   | Tempo                           | Notas                           |
| ------------------------------- | ------------------------------- | ------------------------------- | ------------------------------- | ------------------------------- | ------------------------------- | ------------------------------- |
| 31                              | 2                               | 2                               | Khoo Cai Lin                    | Malásia                         | 4:18.75                         |                                 |
| 32                              | 2                               | 4                               | Andrea Cedrón                   | Peru                            | 4:18.96                         |                                 |
| 33                              | 2                               | 3                               | Rachel Tseng                    | Singapura                       | 4:19.97                         |                                 |
| 34                              | 3                               | 6                               | Samantha Arévalo                | Equador                         | 4:20.47                         |                                 |
| 35                              | 2                               | 0                               | Katarina Simonović              | Sérvia                          | 4:20.94                         |                                 |
| 36                              | 2                               | 5                               | Elisbet Gámez                   | Cuba                            | 4:21.36                         |                                 |
| 37                              | 2                               | 8                               | Merve Eroğlu                    | Turquia                         | 4:24.77                         |                                 |
| 38                              | 1                               | 5                               | Daniella van den Berg           | Aruba                           | 4:24.79                         |                                 |
| 39                              | 3                               | 0                               | Gabriela Santis                 | Guatemala                       | 4:25.92                         |                                 |
| 40                              | 1                               | 2                               | Helena Moreno                   | Costa Rica                      | 4:26.87                         |                                 |
| 41                              | 1                               | 4                               | Lani Cabrera                    | Barbados                        | 4:28.31                         |                                 |
| 42                              | 1                               | 3                               | Elena Giovannini                | San Marino                      | 4:29.40                         |                                 |
| 43                              | 1                               | 6                               | Sara Pastrana                   | Honduras                        | 4:32.58                         |                                 |
| 44                              | 2                               | 9                               | Talita Te Flan                  | Costa do Marfim                 | 4:32.72                         |                                 |
| 45                              | 1                               | 7                               | Gabriella Doueihy               | Líbano                          | 4:35.09                         |                                 |
| 46                              | 3                               | 9                               | Benjaporn Sriphanomthorn        | Tailândia                       | 4:36.55                         |                                 |
| 47                              | 1                               | 1                               | Arianna Sanna                   | República Dominicana            | 4:39.87                         |                                 |
| 48                              | 1                               | 0                               | Victoria Chentsova              | Marianas Setentrionais          | 4:44.15                         |                                 |
| 49                              | 1                               | 8                               | Makaela Holowchak               | Antígua e Barbuda               | 4:47.77                         |                                 |

### Final
Esse foi o resultado da final.
| Pos.              | Raia | Nadadora              | Nacionalidade  | Tempo   | Notas                 |
| ----------------- | ---- | --------------------- | -------------- | ------- | --------------------- |
| Medalha de ouro   | 4    | Katie Ledecky         | Estados Unidos | 3:59.13 | Recorde do campeonato |
| Medalha de prata  | 3    | Sharon van Rouwendaal | Países Baixos  | 4:03.02 | {NR}}                 |
| Medalha de bronze | 5    | Jessica Ashwood       | Austrália      | 4:03.34 | Recorde da Oceania    |
| 4                 | 7    | Jazmin Carlin         | Reino Unido    | 4:03.74 |                       |
| 5                 | 6    | Lauren Boyle          | Nova Zelândia  | 4:04.38 |                       |
| 6                 | 8    | Melania Costa         | Espanha        | 4:06.50 |                       |
| 7                 | 1    | Diletta Carli         | Itália         | 4:07.30 |                       |
| 8                 | 2    | Boglárka Kapás        | Hungria        | 4:08.22 |                       |

Legenda
| Recorde mundial       | Recorde mundial (World record)               |                       | Recorde africano                      | Recorde africano (African) |                                           | Q | Classificado por posição (Qualified) |
| Recorde do campeonato | Recorde do campeonato (Championship record)  | Recorde da América    | Recorde da América (Americas)         | q                          | Classificado por melhor tempo (Qualified) |   |                                      |
| Melhor marca do ano   | Melhor marca do ano (World leading)          | Recorde asiático      | Recorde asiático (Asian)              | DNS                        | Não largou (Did not start)                |   |                                      |
| Recorde nacional      | Recorde nacional (National record)           | Recorde europeu       | Recorde europeu (European)            | DNF                        | Não terminou (Did not finish)             |   |                                      |
| Recorde pessoal       | Recorde pessoal do atleta (Personal best)    | Recorde da Oceania    | Recorde da Oceania (Oceania)          | DSQ / DQ                   | Desclassificado (Disqualified)            |   |                                      |
| Recorde da temporada  | Recorde da temporada do atleta (Season best) | Recorde sul-americano | Recorde sul-americano (South America) | NM                         | Sem marca (No mark)                       |   |                                      |